# Campylosteira
Campylosteira is een geslacht van wantsen uit de familie netwantsen (Tingidae). Het geslacht werd voor het eerst wetenschappelijk beschreven door Franz Xaver Fieber in 1844 .

## Soorten
Het genus bevat de volgende soorten:

- Campylosteira bosnica Horváth, 1892
- Campylosteira ciliata Fieber, 1844
- Campylosteira dispar Horváth, 1905
- Campylosteira eximia Horváth, 1892
- Campylosteira falleni Fieber, 1844
- Campylosteira heissi Péricart, 1981
- Campylosteira horvathi Drake, 1951
- Campylosteira jakesi Stusak, 1979
- Campylosteira libanotica Horváth, 1906
- Campylosteira maroccana Puton, 1887
- Campylosteira orientalis Horváth, 1881
- Campylosteira parvula Ferrari, 1874
- Campylosteira perithrix Puton, 1887
- Campylosteira pilicornis Horváth, 1906
- Campylosteira pilifera Reuter, 1880
- Campylosteira rotundata Takeya, 1933
- Campylosteira serena Horváth, 1902
- Campylosteira sinuata Fieber, 1861
- Campylosteira sororcula Horváth, 1905
- Campylosteira verna (Fallén, 1826)